# Echinogammarus
Echinogammarus är ett släkte av märlkräftor som ingår i familjen Gammaridae. Det beskrevs av Stebbing 1899. 